# Gurania cinerea
Gurania cinerea là một loài thực vật có hoa trong họ Cucurbitaceae. Loài này được Suess. mô tả khoa học đầu tiên năm 1932.